# Conolophia conscitaria
Conolophia conscitaria là một loài bướm đêm trong họ Geometridae.